# Crocozona fasciata
Crocozona fasciata is een vlindersoort uit de familie van de prachtvlinders (Riodinidae), onderfamilie Riodininae.
Crocozona fasciata werd in 1874 beschreven door Hopffer.